# Antiguo Aeropuerto Internacional Mariscal Sucre
Antiguo Aeropuerto Internacional Mariscal Sucre (IATA: UIO, ICAO: SEQU) was van 1960 tot 2013 de luchthaven van Quito, Ecuador. De luchthaven was vernoemd naar Antonio José de Sucre, een Latijns-Amerikaanse onafhankelijkheidsstrijder. De luchthaven was een van de hoogst gelegen luchthavens ter wereld en bevond zich midden in de stad, op 2.813 meter boven de zeespiegel. De luchthaven werd geopend in 1960 en gesloten in 2013.
De luchthaven lag in het noorden van Quito, te midden van bebouwing. Door deze ligging kon de luchthaven niet meer groeien om grotere vliegtuigen of meer vliegverkeer te verwerken. Ook bracht de locatie risico's met zich mee voor de omwonende bevolking. Om deze problemen op te lossen werd besloten tot de bouw van een nieuw vliegveld, het Aeropuerto Internacional Mariscal Sucre, op het Tababela-plateau, zo'n achttien kilometer ten oosten van de stad.

## Faciliteiten
De luchthaven bestond uit twee vertrekhallen voor passagiers, voor nationaal en internationaal vervoer. Er was ook een terminal voor vrachtvervoer.

## Sluiting
Op dinsdagavond 19 februari 2013 steeg het laatste vliegtuig vanaf Antiguo Aeropuerto Internacional Mariscal Sucre op en sloot de luchthaven officieel de deuren. De nieuwe luchthaven Aeropuerto Internacional Mariscal Sucre werd daarna officieel in gebruik genomen.